# Pakovraće
Pakovraće (en serbe cyrillique : Паковраће) est un village de Serbie situé sur le territoire de la Ville de Čačak, district de Moravica. Au recensement de 2011, il comptait 453 habitants.
Pakovraće est situé à proximité de la route européenne E761.

## Démographie

### Évolution historique de la population
| 1948 | 1953 | 1961 | 1971 | 1981 | 1991 | 2002 | 2011 |
| ---- | ---- | ---- | ---- | ---- | ---- | ---- | ---- |
| 476  | 475  | 450  | 421  | 464  | 459  | 483  | 453  |

|  |